# Cowon
Cowon – południowokoreańskie przedsiębiorstwo produkujące m.in.: odtwarzacze audio, odtwarzacze multimedialne, komputerowy odtwarzacz multimedialny jetAudio. Zostało założone w kwietniu 1995 roku.
Do 2005 roku firma produkowała odtwarzacze pod marką iAUDIO. Obecnie jest to Cowon iAUDIO, a odtwarzacze multimedialne oznaczane są samą nazwą Cowon.
Siedziba firmy mieści się w Seulu w budynku "COWON Tower". Kapitał firmy to 5,4 mld wonów.

## Odtwarzacze
Cowon produkuje odtwarzacze pod dwoma markami, iAUDIO i Cowon.

### COWON A2

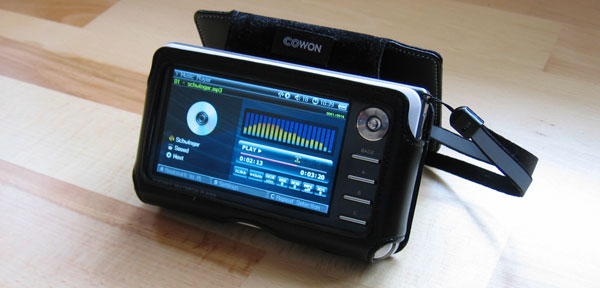
Cowon A2

Odtwarzacz multimedialny (PMP). Odtwarza muzykę (formaty: MP3, WMA, DRM WMA, OGG Vorbis, FLAC oraz od wersji firmware 1.89 także MPC), filmy bez rekompresji (video: XviD, DivX, WMV, MPEG1 audio: MP3, AC3 (downmix), WMA), zdjęcia (JPEG, BMP, PNG), ponadto posiada przeglądarkę plików tekstowych, dokumentów Worda, Excela i plików PDF (po konwersji), wbudowany akumulatorek litowy oraz wejście i wyjście telewizyjne. Możliwe jest nagrywanie dźwięku i obrazu.